# Hochzeitsstraße 2 (Grebenstein)

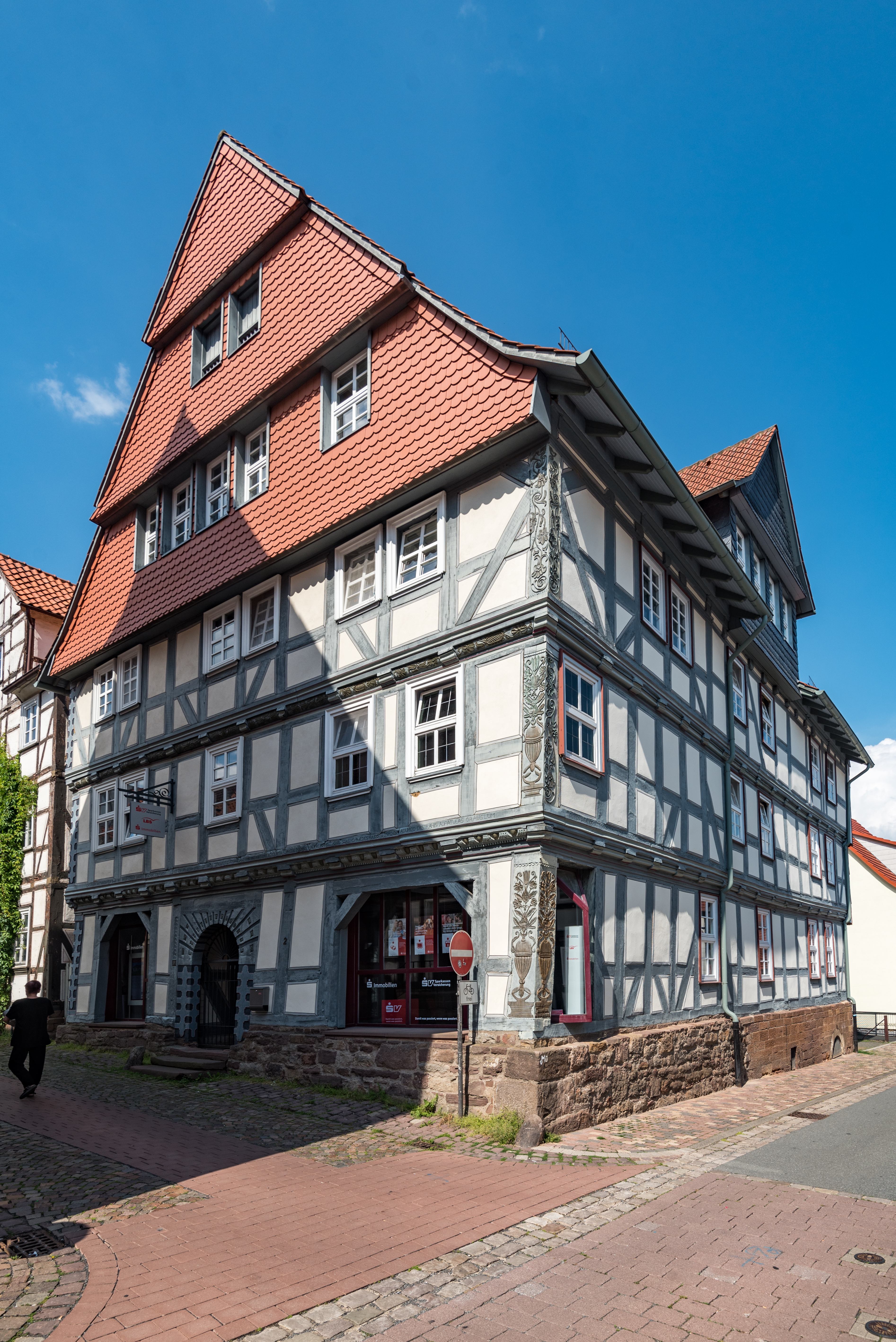
Fachwerkhaus Hochzeitsstraße 2 in Grebenstein

Das Gebäude Hochzeitsstraße 2 in Grebenstein, einer Stadt im Landkreis Kassel in Nordhessen, wurde 1651 errichtet. Das Fachwerkhaus an der Ecke zur Unteren Schnurstraße ist ein geschütztes Kulturdenkmal.
Der dreigeschossige Rähmbau mit regelmäßigem Fachwerk auf Bruchsteinsockel hat eine weitgehend symmetrische Fassadengliederung mit Mannverstrebungen an den Eckpfosten. Die Geschossüberstände sind deutlich sichtbar. Das dreigeteilte Giebeldreieck wird von Biberschwanzziegeln geschützt; an der Traufseite ist ein großes Zwerchhaus mit Satteldach vorhanden. 
Die Eckpfosten sind geschnitzt mit Blumen- und Rankenornamentik auf der einen und Beschlagwerkornamentik auf der anderen Seite. Der Rähmbereich ist profiliert mit Klötzchenfries, Eierstabranken und Rundstäben. 
Der giebelseitige rundbogige Hauseingang hat verzierte Torpfosten, einen Bogen mit stilisierter Rustizierung und einen Inschriftbalken. 
Im Jahr 1980 wurde das Gebäude zu einem Geschäftshaus umgebaut. Dabei wurde die barocke Haustür von der Straßenseite an die rückwärtige Giebelseite versetzt.